# Пиритинол
Пиритинол — ноотропное средство, полусинтетический водорастворимый аналог витамина B6.
Пиритинол впервые был синтезирован в 1961 году фармацевтической компанией Merck Laboratories путем связывания двух молекул пиридоксина с помощью дисульфидной связи. С 1970-х годов он продается в некоторых странах Европы и постсоветского пространства для лечения когнитивных нарушений и задержки психического развития. В США с начала 1990-х пиритинол продается как биологически активная добавка к пище.
Средняя цена за 1 таблетку (100 мг действующего вещества) составляет 32 российских рубля (2022 г.).

## Общая информация
По структуре пиритинол отличается от ноотропных препаратов ГАМКергической природы. Он может рассматриваться как удвоенная молекула пиридоксина, содержащая дисульфидный «мостик» (полисульфид пиридоксина).
Фармакологически препарат характеризуется ноотропной активностью со сложным спектром психотропной активности. Он усиливает эффекты фенамина, вместе с тем уменьшает спонтанную двигательную активность, пролонгирует снотворное действие барбитуратов, усиливает противосудорожное действие фенобарбитала. Препарат активирует метаболические процессы в центральной нервной системе, способствует ускорению проникновения глюкозы через гематоэнцефалический барьер, снижает избыточное образование молочной кислоты, повышает устойчивость тканей мозга к гипоксии. Имеются данные о снижении под влиянием пиритинола содержания ГАМК в нервной ткани. В6-витаминной активностью не обладает.
По клиническим эффектам пиритинол сходен с антидепрессантами, обладающими седативными свойствами, но по совокупности действия его причисляют к ноотропным препаратам.
Пиритинол используют для комплексной терапии при неглубоких депрессиях с явлениями заторможенности при астенических состояниях, адинамии, неврозоподобных расстройствах, при травматической и сосудистой энцефалопатии, остаточных явлениях после перенесённых нейроинфекций и нарушений мозгового кровообращения, при церебральном атеросклерозе, при мигрени. У детей применяют при задержке психического развития, церебрастеническом синдроме, олигофрении, энцефалопатиях.
Принимают пиритинол внутрь (через 15—30 мин после еды) 2—3 раза в день. Разовая доза для взрослых 0,1—0,3 г; для детей — 0,05—0,1 г; суточная доза для взрослых от 0,2 до 0,6 г (обычно 0,3—0,4 г), для детей — 0,05—0,3 г. В первые 10 дней препарат назначают в меньшей дозе (взрослым 0,3—0,4 г в сутки), затем при необходимости и хорошей переносимости дозу увеличивают. Курс лечения продолжается у взрослых 1—3 мес (до 6—8 мес), у детей от 2 нед до 3 мес. Повторные курсы лечения проводят у взрослых после 1—6 мес перерыва, у детей через 3—6 мес.
При применении пиритинола возможны головная боль, тошнота, бессонница, раздражительность, у детей — психомоторное возбуждение, нарушение сна. В этих случаях дозу уменьшают. Препарат не рекомендуется принимать в вечерние часы.

## Противопоказания
Противопоказан при гиперчувствительности (в т.ч. к пеницилламину), выраженном психомоторном возбуждении, эпилепсии, повышенной судорожной готовности, печеночная и/или почечная недостаточность, диффузные заболевания соединительной ткани, миастения, пузырчатка.

## Физические свойства
Белый или белый со слегка желтоватым оттенком кристаллический порошок. Легко растворим в воде, мало растворим в спирте.

## Форма выпуска
Таблетки, покрытые оболочкой по 100 мг, суспензия для приема внутрь 80,5 мг/5 мл во флаконах по 200 мл

## Хранение
Хранение: в сухом защищённом от света месте. 3а рубежом энцефабол производится также в виде драже по 0,1 г и в виде сиропа, содержащего по 0,1 г в каждых 5 мл (чайной ложке), во флаконах по 200 мл. Сироп назначают детям по 1/2—1 чайной ложке 1—3 раза в день (в зависимости от возраста).